# Kantskärare
En kantskärare är ett trädgårdsredskap som till utseendet påminner om en spade; med ett metallblad och ett träskaft. Kantjärnet har dock ett skarpare blad än spadens. Bladet kan ha andra former än spadens blad, exempelvis halvcirkelformigt. Kantjärn används för att skapa skarpa gränser mellan gräsmatta och andra marktyper, exempelvis rabatter och trädgårdsgångar i trädgården.